# Sälens fjällkyrka
Sälens fjällkyrka är en kyrkobyggnad i Sälenfjällen i Dalarna. Sälens Fjällkyrka, respektive Tandådalens fjällkyrka, tillhör Lima-Transtrands församling. 
Kyrkan i Sälen uppfördes 1967-69 efter ritningar av prästen Lars Ridderstedt och invigdes 30 mars 1969. Den är belägen vid Sälens högfjällshotell för att betjäna de många turister som främst under vinterhalvåret söker sig dit.
Kyrkan är 16 x 10 meter stor och 12 meter hög, uppförd i liggande timmer. Altarstenen är av sandsten från Mångsbodarna. Kyrkan byggdes till med kompletterande utrymmen 1979 och 1992. 
Lima-Transtrands församling övertog driften av Sälens fjällkyrka i januari 2012.
År 2012 överläts de båda fjällkyrkorna till Västerås stift.